# Zalecenia techniczne geodezyjnych pomiarów satelitarnych GNSS
Zalecenia techniczne geodezyjnych pomiarów satelitarnych GNSS – zalecenia określające zasady wykonywania geodezyjnych pomiarów satelitarnych GNSS w oparciu o obowiązujący system stacji referencyjnych ASG-EUPOS w Polsce. Zalecenia obowiązujące geodetów wydał Główny Geodeta Kraju na podstawie opracowania przedstawionego przez zespół w składzie: Wiesław Graszka, Szymon Wajda, Artur Oruba, Marcin Ryczywolski. Zalecenia opublikowano w 2011 roku.
Zalecenia zostały podzielone w zależności od rodzaju zastosowanego geodezyjnego pomiaru satelitarnego z wykorzystaniem właściwych dla danego pomiaru serwisów systemu ASG-EUPOS.

## Metody pomiaru
Rodzaje pomiarów satelitarnych GNSS:
1. Pomiar statyczny – metoda pomiarów satelitarnych GNSS wymagająca postprocessingu, w której co najmniej dwa odbiorniki pozostają bez ruchu przez cały okres pomiaru i rejestrują synchronicznie obserwacje do satelitów
2. Pomiar RTK (Real Time Kinematic) – technika różnicowych pomiarów satelitarnych polegająca na wyznaczeniu pseudoodległości do satelitów GNSS z pomiarów fazowych, w której współrzędne są na bieżąco korygowane za pomocą poprawek RTK
3. Pomiar DGNSS – technika różnicowych pomiarów satelitarnych GNSS oparta na pomiarach kodowych pseudoodległości do satelitów GNSS, w której wyznaczane współrzędne są korygowane za pomocą poprawek DGNSS

## Pomiar statyczny
Do zasad wykonywania statycznych pomiarów satelitarnych z wykorzystaniem systemu ASG-EUPOS zalicza się m.in.:
- wybór lokalizacji – pomiary statyczne należy wykonywać w miejscach, w których bezpośrednim sąsiedztwie nie występują:
  - przeszkody terenowe wokół punktu powyżej 10º nad horyzontem
  - elementy infrastruktury technicznej emitujące fale elektromagnetyczne
  - powierzchnie mogące powodować odbicia sygnałów satelitarnych
- warunki techniczne pomiaru:
  - minimalna liczba obserwowanych jednocześnie satelitów nie powinna być mniejsza od 4
  - maksymalna wartość parametru PDOP nie powinna przekraczać wartości 6
  - zalecany interwał rejestracji danych satelitarnych GNSS na punkcie wynosi 5 sekund
  - zalecana minimalna wysokość anteny nad powierzchnią gruntu wynosi 1,0 m

Opracowanie wyników w postprocessingu może być wykonane:
1. automatycznie w systemie ASG-EUPOS – serwis POZGEO
2. przez użytkownika przy wykorzystaniu danych obserwacyjnych ze stacji ASG-EUPOS – serwis POZGEO D

W przypadku pomiaru poziomych, szczegółowych osnów geodezyjnych II klasy oraz zakładania
osnów realizacyjnych w pomiarach inżynierskich zaleca się stosowanie wyłącznie metody statycznej pomiaru i wykorzystanie serwisu POZGEO D. Dopuszcza się wykorzystanie serwisu POZGEO do wyznaczenia współrzędnych punktów geodezyjnej poziomej osnowy pomiarowej, przy czym współrzędne powinny być obliczone w serwisie POZGEO ze zbiorów obserwacyjnych o długości co najmniej 40 minut.
Dokładność określenia współrzędnych przy wykorzystaniu podanych serwisów wynosi od 0,01 do 0,10 m, w zależności od warunków pomiarowych.

## Pomiar RTK
Do zasad wykonywania satelitarnych pomiarów RTK z wykorzystaniem systemu ASGEUPOS zalicza się m.in.:
- stosowanie odbiorników L1/L2 z możliwością pomiaru RTK przy wykorzystaniu poprawek sieciowych
- oprogramowanie powinno umożliwiać wizualizację parametrów pomiaru, w tym: liczbę obserwowanych satelitów, wartość współczynnika PDOP, odchylenie standardowe
- minimalne warunki techniczne pomiaru sytuacyjnego:
  - tryb precyzyjny RTK
  - minimalna liczba obserwowanych jednocześnie satelitów nie powinna być mniejsza od 5
  - maksymalna wartość parametru PDOP nie powinna przekraczać wartości 6
- minimalne warunki techniczne pomiaru dla osnowy pomiarowej:
  - minimalna liczba obserwowanych jednocześnie satelitów nie powinna być mniejsza od 6
  - maksymalna wartość parametru PDOP nie powinna przekraczać wartości 3
  - odchylenie standardowe ±0,02 m
  - interwał zapisu pozycji co 1 s, czasie co najmniej 30 s
  - odbiornik powinien uwzględniać poprawki sieciowe lub poprawki ze stacji referencyjnej oddalonej nie więcej niż 5 km

Przed rozpoczęciem właściwych prac pomiarowych, należy sprawdzić poprawność działania sprzętu i otrzymywanych poprawek RTK wykonując pomiar na co najmniej jednym punkcie kontrolnym o znanych współrzędnych płaskich prostokątnych i wysokości. Punkt kontrolny powinien być zlokalizowany w odległości nie większej niż 500m od mierzonego punktu. Współrzędne punktu kontrolnego mogą pochodzić z:
1. państwowego zasobu geodezyjnego i kartograficznego (punkt osnowy geodezyjnej albo szczegół sytuacyjny I grupy dokładnościowej)
2. innych źródeł np. z wcześniej wykonanych pomiarów metodą RTK lub metodą statyczną

Różnice pomiędzy wynikiem pomiaru punktu kontrolnego metodą RTK a danymi pozyskanymi z zasobu – nie powinny przekraczać wartości podanych w instrukcjach i wytycznych technicznych dla wyznaczenia danego punktu, a z danymi z innych źródeł – nie powinny przekraczać ±0,06 m dla współrzędnych poziomych (x, y) oraz ±0,09 m dla wysokości (h).
W przypadku wykonywania pomiarów punktów poziomej i wysokościowej pomiarowej osnowy geodezyjnej, pomiarów szczegółów sytuacyjnych będących przedmiotem ewidencji gruntów i budynków oraz punktów wykorzystywanych jako punkty dostosowania w transformacji otrzymane współrzędne powinny być sprawdzone za pomocą drugiego, niezależnego pomiaru wykonanego metodą RTK, metodą statyczną lub metodą klasyczną (poligonową lub metodą wcięć). Do dalszych opracowań przyjmuje się wartość średnią. W przypadku dwukrotnego, niezależnego pomiaru, otrzymane różnice współrzędnych nie powinny przekraczać ±0,05 m dla współrzędnych poziomych oraz ±0,07 m dla wysokości.
Odchylenia standardowe dla poszczególnych grup dokładnościowych (określonych w instrukcji technicznej G-4):
- I grupa szczegółów: ±0,03 m
- II grupa szczegółów: ±0,05 m
- III grupa szczegółów: ±0,10 m

Pomiary RTK wykonywane w oparciu o serwis NAWGEO nie mogą służyć do wyznaczania wysokości elementów naziemnych sieci uzbrojenia terenu.
Opracowanie wyników, czyli wyznaczenie współrzędnych punktów w pomiarach RTK następuje w oparciu o dane z satelitów GNSS oraz poprawki RTK z serwisu NAWGEO systemu ASG-EUPOS, przy czym może być użyta poprawka sieciowa albo poprawka z pojedynczej stacji. Dokładność określenia współrzędnych przy wykorzystaniu serwisu wynosi 0,03 m dla współrzędnych poziomych (x, y), oraz 0,05 m dla wysokości (h).

## Pomiar DGNSS
Do zasad wykonywania satelitarnych pomiarów DGNSS z wykorzystaniem systemu ASG-EUPOS zalicza się m.in.:
- stosowanie kodowych odbiorników L1 z możliwością pomiaru DGNSS i pomiarem kodu wspomaganym pomiarami fazy fali nośnej z modułem komunikacji umożliwiającym odbiór poprawek
- oprogramowanie kontrolera powinno spełniać wymagania jak w pomiarach RTK
- minimalne warunki techniczne pomiaru:
  - minimalna liczba obserwowanych jednocześnie satelitów nie powinna być mniejsza od 5
  - maksymalna wartość parametru PDOP nie powinna przekraczać wartości 6

W przypadku dwukrotnego, niezależnego pomiaru, otrzymane różnice współrzędnych nie powinny przekraczać ±0,60 m dla współrzędnych poziomych (x, y) oraz ±0,90 m dla wysokości (h), przy wykorzystaniu serwisu KODGIS.
Odchylenia standardowe dla poszczególnych grup dokładnościowych (Instrukcja techniczna G-4):
- II grupa szczegółów: ±0,30 m
- III grupa szczegółów: ±0,50 m

Dokładność określenia współrzędnych przy wykorzystaniu serwisu KODGIS wynosi 0,25 m, natomiast dla serwisu NAWGIS 3,0 m.